# Tadeusz Krzywdziński
Tadeusz Krzywdziński (ur. 7 czerwca 1923 we Wrześni, zm. 19 stycznia 2009) – polski nauczyciel, trener sportowy.

## Życiorys
Syn robotnika Karola Krzywdzińskiego i Konstancji Prokop. Naukę w Liceum im. Henryka Sienkiewicza we Wrześni przerwał wybuch II wojny światowej. W 1945 zdał maturę, po czym odbył zasadniczą służbę wojskową w jednostce lotniczej.
W 1949 ukończył studia w Studium Wychowania Fizycznego, działającym na Wydziale Lekarskim Uniwersytetu Poznańskiego, po czym zyskał tytuł magistra w 1951.
W 1949 rozpoczął pracę w Liceum Ogólnokształcącym im. Jana Kantego, jednak już w 1950 przeniósł się do Wrześni, gdzie rozpoczął pracę w Zespole Szkół Zawodowych (obecny Zespół Szkół Politechnicznych im. Bohaterów Monte Cassino). Przyczynił się do powstania infrastruktury sportowej: boiska, stadionu lekkoatletycznego i pełnowymiarowego lodowiska z oświetleniem. W 1950 założył Szkolne Koło Sportowe „Grom”, występujące później pod nazwą „Zryw”. Zespół pod jego kierunkiem wygrał w 1954 w swojej kategorii wiekowej mistrzostwo Polski w hokeju na lodzie, wygrywając z Katowicami (wówczas Stalinogrodem) 6:2. Był również trenerem klubu koszykarskiego „Spójnia Września”, występującego w lidze okręgowej.
W 1956 był kierownikiem organizacyjnym wymiany sportowej między Wrześnią a drużynami polonijnymi we Francji. Uzyskał także uprawnienia sędziego międzynarodowego w lekkiej atletyce.
Był wychowawcą, opiekunem i trenerem większości wrzesińskich sportowców tego okresu. Jego wychowankami byli m.in.:
- Antoni Adamski – hokeista na trawie, reprezentant Polski na Letnich Igrzyskach Olimpijskich w Helsinkach w 1952,
- Roman Jakóbczak – członek reprezentacji Polski w piłce nożnej w latach 1974–1976 oraz członkiem polskiej kadry na Mistrzostwa Świata 1974.

Od 1967 do przejścia na emeryturę w 1983 był wicedyrektorem Zespołu Szkół Zawodowych we Wrześni.
Zmarł 19 stycznia 2009. Został pochowany na cmentarzu komunalnym we Wrześni.

## Życie osobiste
W 1952 zawarł związek małżeński z Marią Teresą Szymańską. Miał dwóch synów – Jacka i Pawła.